# 上野精養軒
上野精養軒（日语：うえのせいようけん）是位於日本東京都台東区上野恩賜公園内的一家西洋料理店。明治期這裡是日本及外國上流社會聚集場所，曾在夏目漱石和森鷗外的文学作品出現。

## 沿革

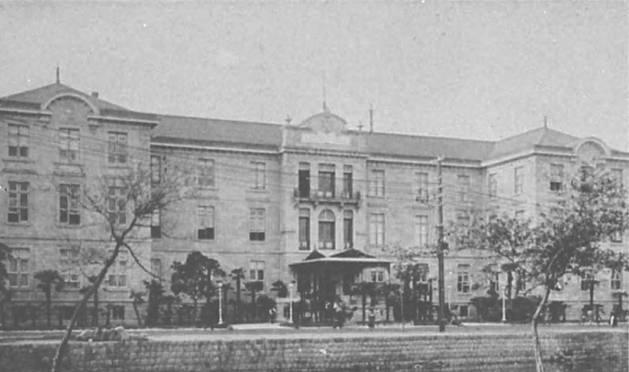
築地精養軒

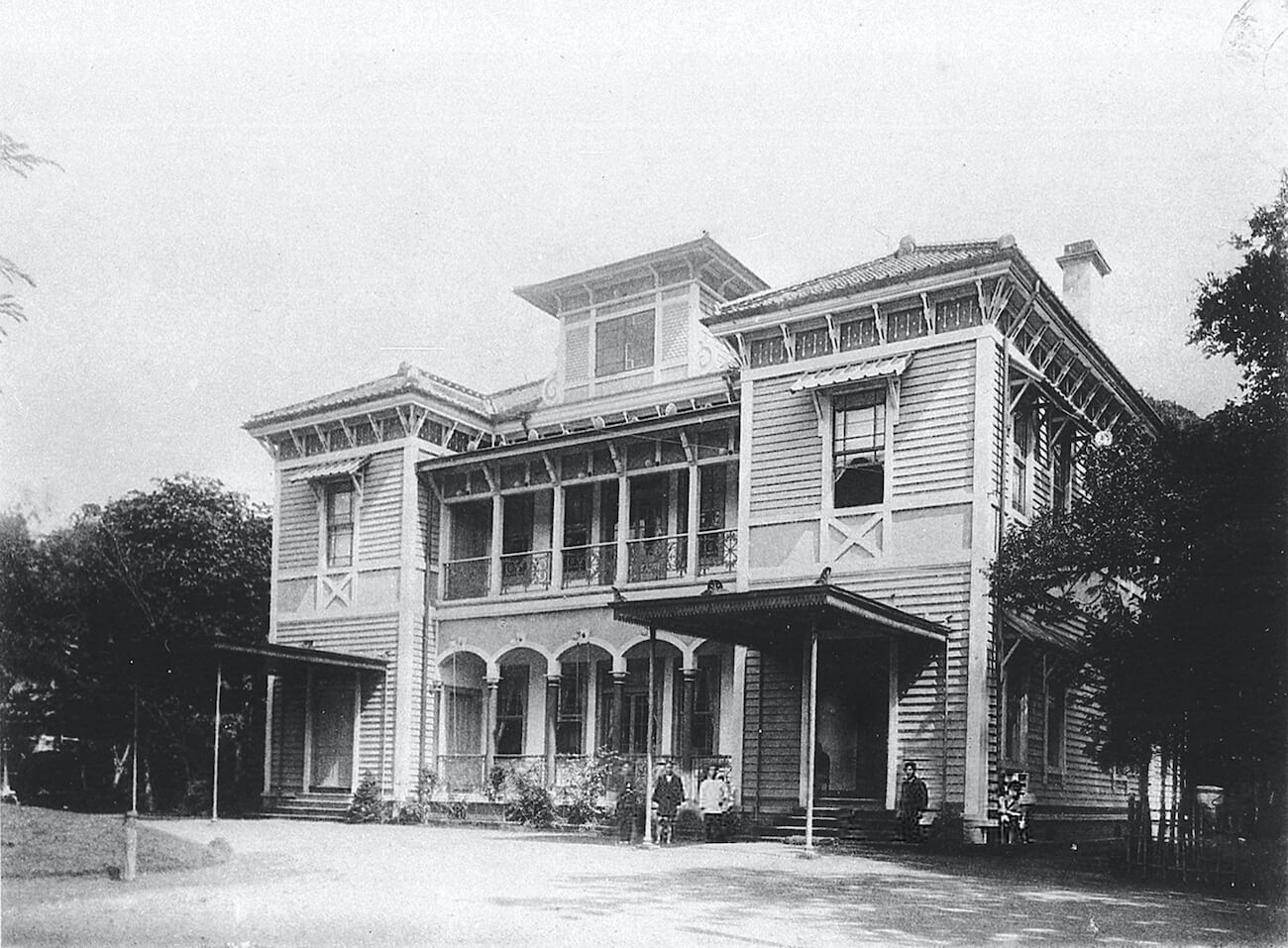
明治時期的上野精養軒

1872年（明治5年）成立於東京府築地，原稱「西洋館ホテル」，次年改稱「精養軒ホテル」，即築地精養軒。1876年，經歐美歸國的岩倉具視提議，北村重威在上野公園不忍池畔開設了築地精養軒的分店，即上野精養軒，其標誌是馬車而被稱「上野馬車軒」。1918年成立精養軒株式会社。1923年築地本店因關東大地震而燒毀，結果上野精養軒成為本店。1949年其糕點製作部門獨立，成為後來的神田精養軒。1963年6月25日上市。
2023年5月19日，上野精養軒退市。

## 店鋪

### 餐廳
- 本店上野精養軒（台東区上野公園）
- フォレスティーユ精養軒（台東区上野公園東京文化會館）
- レストラン　ムーセイオン（台東区上野公園国立科学博物館内）
- 3153店（台東区上野公園）
- 台東店（台東区花川戶）
- 松屋銀座店（中央区銀座松屋銀座店内）
- ブルー クレール精養軒（文京区本鄉東京大学医学部附属醫院内）
- 船堀店（江戸川区船堀）
- 船橋店（千葉縣船橋市東武百貨店船橋店内）
- ロイアルブルー 精養軒 (目黑區大岡山東京工業大学内)

### 快餐
- カフェ ヒビキ（台東区上野公園東京文化会館内）
- 讀賣新聞東京本社内社員餐廳（千代田区大手町）
- 上野精養軒ビーフシチュー（立川市）
- カフェレストラン 白馬亭（千葉縣市川市、市川市東山魁夷紀念館内）

### 其他
- 1913年（大正2年）宮城縣宮城郡松島町的松島公園旅館（松島パークホテル），二戰中被大日本帝国海軍接收，因而停止經營。戰後該建築由美軍佔領，1952年改由仙都国際觀光運營。1969年大火燒毀。
- 1923年（大正12年）宮城縣仙台市東一番丁仙台精養軒，1969年被仙台的釀酒公司勝山企業收購。
- 山梨縣南都留郡富士河口湖町精進湖的精進旅館（精進ホテル），2008年3月被富士急行收購。

## 外部連結
- 上野精養軒（页面存档备份，存于）